# Mastigodryas
Mastigodryas är ett släkte av ormar. Mastigodryas ingår i familjen snokar.
Arterna är med en längd mellan 75 och 150 cm medelstora och smala ormar. De förekommer i Amerika från Mexiko till Argentina och är dagaktiva. Dessa ormar föredrar öppna landskap men de hittas även i andra habitat. Födan utgörs av groddjur, ödlor, andra ormar, små fåglar och små däggdjur. Honor lägger ägg.
Arter enligt Catalogue of Life:
- Mastigodryas amarali
- Mastigodryas bifossatus
- Mastigodryas boddaerti
- Mastigodryas boddaertii
- Mastigodryas bruesi
- Mastigodryas cliftoni
- Mastigodryas danieli
- Mastigodryas dorsalis
- Mastigodryas heathii
- Mastigodryas melanolomus
- Mastigodryas pleei
- Mastigodryas pulchriceps
- Mastigodryas sanguiventris